# 担ぎ屋どおも
『担ぎ屋どおも』（かつぎやどおも）は、原作：七三太朗、作画：本島幸久による日本のゴルフ漫画。『週刊現代』（講談社）に2007年から2010年に連載された（休載期間を含む）。コミックスはKCデラックス（講談社）から全11巻。

## あらすじ
プロデビュー後早々と1勝を挙げ、将来を嘱望されたプロゴルファー堂本潔は、その後鳴かず飛ばず。堂本の観察力、洞察力を買っていたスポンサーは、借金のカタに堂本をプロコーチ、キャディ（担ぎ屋）としてデビュー戦直前の女子プロゴルファー森下梢に付ける。
梢は堂本のアドバイスを聞き入れ、身体の柔らかさを活かして、男子プロ並みの飛距離とスピン量を見せ、ホールインワンを出すなど、デビュー戦スピカレディースオープンの観客を大いに沸かせ、予選2日目17ホールでは5位タイに付けた。だが、スピンコントロールの難から最終18ホールで大崩れし、予選落ち。しかし観客人気を週刊誌『週刊現在』に見込まれ、水着でのショット写真集が週刊誌に掲載された。この水着ショット写真集を気に入ったスポンサーの1人の推薦で、富士レディーストーナメント予選出場が成る。
攻撃的なゴルフで時には大叩きもするが、アルバトロスを出したり、ライバルたちとの切磋琢磨もあり、梢は最終組として決勝進出を果たし、決勝でもアルバトロスを出すなどで、前年度優勝者の羽鳥麗とのプレーオフに持ち込み、苦戦の末、梢は優勝を果たした。
堂本はトーナメント中の梢へのセクハラ行為が問題となっていた。梢の父が警察のお偉いさんであったことから、警官を注意のために派遣したところ、身に覚えが多かったのか堂本は逃亡して行方不明に。梢はその後、多くの人のアドバイスを聞くも、予選落ちが続いていた。気分転換のために露天温泉の宿に行った梢は、逃亡中の堂本と再開。堂本からのアドバイスを受け、復調する。根が素直な梢は多くの人のアドバイスをそれぞれ聞いて、それぞれのアドバイスを実行しようと注意散漫な状態になっていたのだった。堂本はそれを見抜き、「全ては足の裏にある」と注意を一点に集中させるアドバイスを行ったのだった。

## 主な登場人物
堂本 潔（どうもと きよし）
39歳。喫煙者。
堂本自身に自覚はなかったが、観察力や、観た事実をゴルフ理論に結び付ける洞察力が鋭く、同期のプロたちから調子が落ちているときに堂本とコースを回ると自分の欠点や改善点をアドバイスしてもらえる（堂本がおせっかいな性分もあり、問題点を口にして教えてしまうというのもある）と、密かに好評だった。
自身の成績が悪かったのは、観察力や洞察力が鋭すぎ、考え過ぎになっていたことから。また、自身でプレイする場合は、プレッシャーに弱いことが以前に堂本のキャディーをしていた森谷などから指摘されている。
ゴルフ理論、ゴルフ技術のみならず、（梢にはそれと悟られないよう）精神面でも梢を支える。
森下 梢（もりした こずえ）
19歳。身長168センチメートル。学生のころはスピードスケート選手であり、ゴルフに転向後はキャディをしながら独学でプロテストに合格した。
当初、宮里藍にあこがれ、スイングなども真似ていたが、堂本に体格の違いからくるタイミングなどの違いを指摘され、修正する。
ショットする際のリズムを取るための掛け声は「あっち いけぇ」の2拍子。宮里の真似を堂本に否定され苛立っているところに堂本が喫煙するタバコの煙がまとわりついていた時の心情。これがたまたま巧くいったため。
お風呂（温泉）が大好きなため、堂本からは「お前はし○かちゃんか」とツッこまれていた。
藤村 不二夫（ふじむら ふじお）
大手ヘッドハンティング会社H.H.Cの会長。H.H.Cは堂本、梢のスポンサー企業でもある。
人の能力を見抜く才に長けており、堂本のこともプレイヤーとしては見限っていたが、堂本自身も気付いていなかった洞察力、観察力を活かした指導能力を買っている。
スピカレディースオープン
北九州の海沿いコースで開催される。
糸賀 由美（いとが ゆみ）
通算3勝の女子プロ。26歳。梢、芽衣と同組で予選を回る。当初は梢に悪感情を抱いていたが、プレーするうちに打ち解ける。決勝に進出し、優勝する。
矢沢 芽衣（やざわ めい）
地元の学生アマチュア。16歳。梢、由美と同組で予選を回る。決勝に進出し、ベストアマを獲得する。
富士レディーストーナメント
日本国内の女子ツアーで最長を誇るトーナメント。富士山裾野にコースがあり、吹きおろしの風によってグリーン上の芝目が複雑になっている。
キティ・グリーン
LPGAで活躍する世界ランキング20位の女子プロ。 予選で梢、薫子と同じ組になる。最終日は梢、麗と共に回る。
梢同様に攻撃的なゴルフを信条としている。梢より大柄で巨乳。姉のマリィがキャディを務める。
宮原 薫子（みやはら かおるこ）
女子プロ。予選で梢、キティと同じ組になる。決勝には進出するが下位グループであり、ホールアウト後は山品ともども最終組のTV解説に呼ばれた。
山品 誠（やましな まこと）
カリスマ・ティーチングプロ。薫子のキャディを務める。堂本の後輩。堂本からは「サンピン」と呼ばれている。
プロゴルファー時代に堂本といっしょにアメリカ遠征を行った際に受けた堂本からの無意識の仕打ちによって、堂本を恨んでいる。
羽鳥 麗（はとり うらら）
女子プロ。「若き女王」と呼ばれる前年度優勝者。羽鳥財閥の令嬢。薫子とは同期。最終日は梢、キティと共に回り、梢とのプレーオフにもつれこむ。
森谷 建彦（もりや たけひこ）
麗のキャディ。勝率8割（プレーオフなら勝率10割）をもたらす名キャディ。かつて、堂本が優勝したときに、堂本のキャディを務めていたことがある。
大門 裕之（だいもん ひろゆき）
富士レディーストーナメントのメインスポンサー。スピカレディースオープン予選で観客を沸かせ、男子並みの飛距離を出す梢を次代の女子プロゴルフスターに見込んで出場枠に押し込む。藤村会長とも旧知の仲。